# Proepipona postscutellare
Proepipona postscutellare är en stekelart som beskrevs av Giordani Soika 1989. Proepipona postscutellare ingår i släktet Proepipona och familjen Eumenidae. Inga underarter finns listade i Catalogue of Life.